# Friedrich Matthäi
 (juillet 2025).
Pour les articles homonymes, voir Mathai.
John Friedrich Matthäi (né le 3 mars 1777 à Meissen, mort le 23 octobre 1845 à Vienne) est un peintre saxon de portraits et de scènes historiques.
Friedrich Matthäi est le fils de Johann Gottlob Matthäi, directeur des ateliers de la porcelaine de Saxe, mais aussi sculpteur, peintre, modeleur et architecte. Il étudie à l'Académie des Beaux-Arts de Dresde puis cinq ans à l'Académie des beaux-arts de Vienne auprès de Heinrich Friedrich Füger.
Après des voyages d'études et des séjours à Florence (1802-1804) et à Rome (1805-1807), il revient pour être professeur à l'Académie de Dresde puis son directeur en 1810. En 1823, il fut nommé inspecteur de la Gemäldegalerie Alte Meister et son directeur artistique en 1834.
Friedrich Matthäi est le dernier représentant d'un classicisme tardif. Il est mort à Vienne lors du retour d'un voyage en Italie.